# Castelletto di Branduzzo
Castelletto di Branduzzo est une commune de la province de Pavie, dans la région Lombardie, en Italie.

## Administration
| Période                                  | Période  | Identité       | Étiquette | Qualité |
| ---------------------------------------- | -------- | -------------- | --------- | ------- |
| 14 juin 2004                             | En cours | Stefano Del Bò |           |         |
| Les données manquantes sont à compléter. |          |                |           |         |

### Hameaux
Castelletto Po, Case Nuove, Bassino, Valle Botta, Branduzzo.

### Communes limitrophes
Bastida Pancarana, Bressana Bottarone, Casatisma, Lungavilla, Pancarana, Pizzale, Verretto.